# Розенфельд, Исай Хилелович
Исай Хи́лелович Ро́зенфельд (1 сентября 1920, Таллин — 17 октября 1990, там же) — советский шахматист и шахматный композитор, математик, экономист.
Родился в Таллине, в семье Хилела Мовшевича Розенфельда (1884, Рига — ?) и Рахили Шаевны Левиной (1895, Сенно, Могилёвская губерния — ?). Окончил факультет экономики промышленности Таллинского технического университета. Кандидат экономических наук (1965). 
Участник 20 чемпионатов Эстонии (1941—1970; 1960 и 1970 — 3-е) и полуфинала чемпионата СССР (1961). 
Автор трёх монографий по прикладной математике и системному анализу.

## Книги
- «Maleopik» (1955, соавтор)
- «Avangute teooria» (1962, соавтор)
- «Mis on probleemmale?» (1976)
- «Maleetiiudid» (1981)